# Wolfgang Dessecker
Wolfgang Dessecker   (Stuttgart, 18 d'agost de 1911 - Stuttgart, 26 de març de 1973) fou un atleta alemany, especialista en curses de mig fons, que va competir durant la dècada de 1930.
El 1936 va prendre als Jocs Olímpics d'Estiu de Berlín, on disputà quedà eliminat en semifinals en la prova dels 800 metres del programa d'atletisme.
En el seu palmarès destaca una medalla de bronze en els 800 metres al Campionat d'Europa d'atletisme de 1934.

## Millors marques
- 800 metres. 1' 52.2" (1934)[1][3]